# Nebuloasa din Andromeda
Nebuloasa din Andromeda (rusă Туманность Андромеды) este un roman științifico-fantastic de Ivan Efremov publicat prima oară în 1957. În 1967 s-a realizat pe baza acestui roman filmul Nebuloasa din Andromeda.
Aceasta este o utopie clasică comunistă cu acțiunea într-un viitor îndepărtat. De-a lungul romanului, atenția autorului este axată pe aspectele sociale și culturale ale societății. În carte, există mai mulți eroi principali (un istoric, un arheolog, un căpitan de navă spațială) și mai multe linii ale scenariului.

## Povestea
Nava Tantra, călătorind cu o viteză apropiată de viteza luminii se reîntoarce pe Pământ dintr-o misiune încredințată de Consilul Astronautic în numele Marelui Cerc. Marele Cerc este un sistem de comunicații între lumile locuite din Calea Lactee.
În drumul ei, nava Tantra este atrasă de o gigantică stea de fier astfel încât coboară pe o planetă ce se rotește în jurul acestei stele. Aici găsește două nave spațiale, una terestră numită Vela și una necunoscută sub forma unui disc-spiralat. După cercetări, echipajul de pe Tantra realizează că membrii expediției Vela au fost uciși de o rasă de meduze stranii de pe nava extraterestră. Cei de pe nava Tantra încearcă să intre în navă necunoscută, dar pilotul navei, Niza, este grav rănită. În cele din urmă, reușesc să scape de atracția gravitațională uriașă a stelei de fier și pornesc din nou spre sistemul nostru solar.

## Cuprins
- Personajele romanului
- CUVÂNTUL AUTORULUI
- Capitolul I. STEAUA DE FIER
- Capitolul II. EPSILON TUCAN
- Capitolul III. PRIZONIERI AI ÎNTUNERICULUI
- Capitolul IV. FLUVIUL TIMPULUI
- Capitolul V. CALUL DE PE FUNDUL MĂRII
- Capitolul VI. LEGENDA SORILOR ALBAȘTRI
- Capitolul VII. SIMFONIA ÎN FA MINOR, DE TONALITATE CROMATICA 0.475 MIU
- Capitolul VIII. UNDELE ROȘII
- Capitolul IX. O ȘCOALĂ DE CICLUL III
- Capitolul X. EXPERIENȚA DIN TIBET
- Capitolul XI. INSULA UITĂRII
- Capitolul XII. CONSILIUL ASTRONAUTIC
- Capitolul XIII. ÎNGERII CERULUI
- Capitolul XIV. POARTA DE OȚEL
- Capitolul XV. NEBULOASA DIN ANDROMEDA

## Traduceri
- 1957, Colecția „Povestiri științifico-fantastice” nr. 59-65, traducere de Adrian Rogoz și Tatiana Berindei.
- 1960, Editura Tineretului, București, traducere de Adrian Rogoz și Tatiana Berindei
- 1987, Editura Albatros Bucuresti
- 1993, Editura Savas Press